# Jesús María Ruiz-Ayúcar
Jesús María Ruiz-Ayúcar Alonso (Arévalo, 2 de enero de 1939 - Toledo, 11 de enero de 2023) fue un historiador y político español.

## Biografía
Nacido en Arévalo, provincia de Ávila, residió en Torrijos desde los diez años. Estudió Filosofía y Letras obteniendo el título de catedrático de Inglés. Fue fundador de Alianza Popular, así como la A.C. Juan Guas y de la Academia de Historia y Arte de Torrijos. Fue director, jefe de estudios y secretario del instituto Alonso de Covarrubias de Torrijos; secretario del grupo parlamentario del PP en las Cortes de Castilla-La Mancha; secretario provincial del PP; delegado de la Fundación Cánovas del Castillo en la provincia de Toledo.
Perteneció a la Sociedad Toledana de Estudios Heráldicos y Genealógicos, a la Real Academia de Bellas Artes y Ciencias Históricas de Toledo y a la Cofradía Internacional de Investigadores de Toledo, así como a la Asociación de Escritores de Castilla-La Mancha. Fue fundador de las Tertulias Poéticas de la revista Hojas de Poesía, de la cual era director y fundador. Fue diputado regional en las Cortes de Castilla-La Mancha en su primera y segunda legislatura entre 1983 y 1991 y
senador por Toledo en la VI Legislatura.
Entre sus publicaciones se encuentran: Historia de Torrijos, Enciclopedia de Torrijos, Estampas Torrijeñas, y varios libros de poesía.

## Obras
- Torrijos y Torrijeños en la Poesía
- Estampas Torrijeñas, 1ª Parte
- Estampas Torrijeñas 2ª Parte
- Estampas Torrijeñas 3ª Parte
- Estampas Torrijeñas 4ª Parte
- Historia de Torrijos
- La Archicofradía del Santísimo Sacramento
- La Joven de Vermeer
- Memoria de Mi Otoño
- El Bosque de Sham Po
- Las Siete Últimas Palabras de Cristo
- Enciclopedia de Torrijos
- Evocaciones
- Sombra del Ánade
- Crónica de la Historia de Torrijos